# Champagne-au-Mont-d'Or
Pour les articles homonymes, voir Champagne.
Champagne-au-Mont-d'Or est une commune française située dans la métropole de Lyon, en région Auvergne-Rhône-Alpes.
Les habitants de la commune sont appelés les Champenois.

## Géographie

### Situation

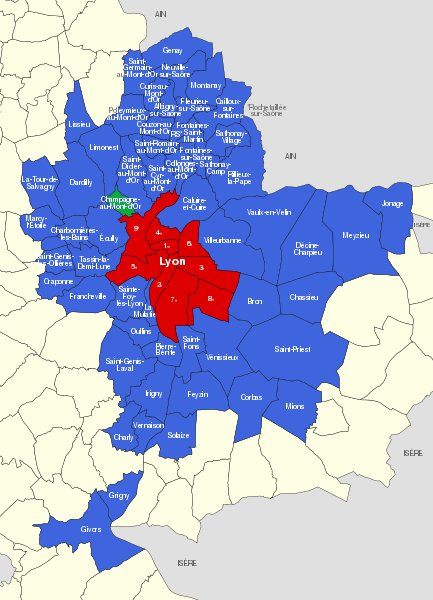
Champagne-au-Mont-d'Or
Lyon
Grand Lyon
Autres communes du Rhône

Au nord-ouest de Lyon, la commune est située en bordure des monts d'Or.

### Communes limitrophes
| Dardilly | Limonest                                                        | Saint-Didier-au-Mont-d'Or |
|          | Champagne-au-Mont-d'Or                                          |                           |
| Écully   | 9e arrondissement de Lyon (quartiers de Vaise et de La Duchère) |                           |

### Lieux-dits et quartiers

#### Les Voutillières
Hameau historique de la commune, l'ensemble du territoire de La Voutillière est inclus dans le bourg de Champagne-au-Mont-d'Or mais subsistent des demeures et quartiers anciens qui sont les témoins du passé du lieu.

### Relief
Le point culminant est situé sur le Mont-Louis, au nord-ouest du centre-ville à 308 mètres d'altitude,.

### Voies de communication et transports

#### Desserte routière
Le principal axe de circulation est la RD 306, ancienne RN 6, qui traverse la commune du nord au sud, entre les communes de Limonest et de Lyon. Elle correspond aux avenues Général de Gaulle et de Lanessan.
L'autoroute A6 traverse la bordure ouest du territoire communal sur environ 800 mètres.

#### Transports en commun
Quatre lignes des TCL sillonnent la voirie communale :
- la ligne  relie la gare de Lyon-Vaise dans le 9e arrondissement de Lyon aux communes de Limonest, Lissieu et Chasselay (avec des services jusqu'à Saint-Germain-au-Mont-d'Or). Elle traverse Champagne sur son axe principal en empruntant les avenues de Champagne, de Lanessan et Charles de Gaulle et dessert six arrêts. En outre, certains services, dans le sens aller le matin et dans le sens retour en fin d'après-midi, suivent un itinéraire plus à l'ouest, comprenant trois autres arrêts, en poursuivant par le chemin du Tronchon jusqu'à la limite avec Limonest ;
- la ligne  relie la gare de Lyon-Vaise à Lissieu en empruntant un itinéraire dans Champagne identique à celui de la ligne 21 ;
- la ligne  en provenance de Saint-Just dans le 5e arrondissement de Lyon via Gorge de Loup, Vaise et La Duchère, dessert l'ouest de la commune et six arrêts en empruntant l'avenue de Montlouis puis le boulevard de la République jusqu'à son terminus Champagne-Écoles sur une voie réservée au début de la rue Pasteur (à sens unique) qu'elle emprunte ensuite dans le sens retour, puis de nouveau l'avenue de Montlouis, en marquant cinq arrêts seulement ;
- la ligne S3 relie la gare de Collonges à Limonest-Allée des Hêtres.

D'autre part, les lignes C14, 10/10E, 19, 89, S11 et S15 desservent certains arrêts à proximité immédiate des limites de la commune.
Enfin la partie du territoire de Champagne située à l'ouest de l'A6 est accessible par l'arrêt Moulin Berger de la ligne 89, tout proche mais situé sur Dardilly.
En outre, la ligne 118 des cars du Rhône, qui relie la gare de Lyon-Vaise à Villefranche-sur-Saône, dessert trois arrêts sur le territoire de la commune.

### Climat
Pour des articles plus généraux, voir Climat d'Auvergne-Rhône-Alpes et Climat du Rhône.
En 2010, le climat de la commune est de type climat océanique altéré, selon une étude du Centre national de la recherche scientifique s'appuyant sur une série de données couvrant la période 1971-2000. En 2020, Météo-France publie une typologie des climats de la France métropolitaine dans laquelle la commune est dans une zone de transition entre le climat semi-continental et le climat de montagne et est dans une zone de transition entre les régions climatiques « Bourgogne, vallée de la Saône » et « Nord-est du Massif Central ». 
Pour la période 1971-2000, la température annuelle moyenne est de 11,7 °C, avec une amplitude thermique annuelle de 17,8 °C. Le cumul annuel moyen de précipitations est de 789 mm, avec 9,1 jours de précipitations en janvier et 6,6 jours en juillet. Pour la période 1991-2020, la température moyenne annuelle observée sur la station météorologique de Météo-France la plus proche, « Brindas », sur la commune de Brindas à 11 km à vol d'oiseau, est de 12,2 °C et le cumul annuel moyen de précipitations est de 717,6 mm,. Pour l'avenir, les paramètres climatiques de la commune estimés pour 2050 selon différents scénarios d'émission de gaz à effet de serre sont consultables sur un site dédié publié par Météo-France en novembre 2022.

## Urbanisme

### Typologie
Au 1er janvier 2024, Champagne-au-Mont-d'Or est catégorisée grand centre urbain, selon la nouvelle grille communale de densité à sept niveaux définie par l'Insee en 2022.
Elle appartient à l'unité urbaine de Lyon, une agglomération inter-départementale regroupant 123  communes, dont elle est une commune de la banlieue,,. Par ailleurs la commune fait partie de l'aire d'attraction de Lyon, dont elle est une commune du pôle principal,. Cette aire, qui regroupe 397 communes, est catégorisée dans les aires de 700 000 habitants ou plus (hors Paris),.

### Occupation des sols
L'occupation des sols de la commune, telle qu'elle ressort de la base de données européenne d’occupation biophysique des sols Corine Land Cover (CLC), est marquée par l'importance des territoires artificialisés (91,6 % en 2018), en augmentation par rapport à 1990 (73,2 %). La répartition détaillée en 2018 est la suivante : 
zones urbanisées (55,1 %), zones industrielles ou commerciales et réseaux de communication (21 %), espaces verts artificialisés, non agricoles (15,4 %), forêts (8,4 %). L'évolution de l’occupation des sols de la commune et de ses infrastructures peut être observée sur les différentes représentations cartographiques du territoire : la carte de Cassini (XVIIIe siècle), la carte d'état-major (1820-1866) et les cartes ou photos aériennes de l'IGN pour la période actuelle (1950 à aujourd'hui).

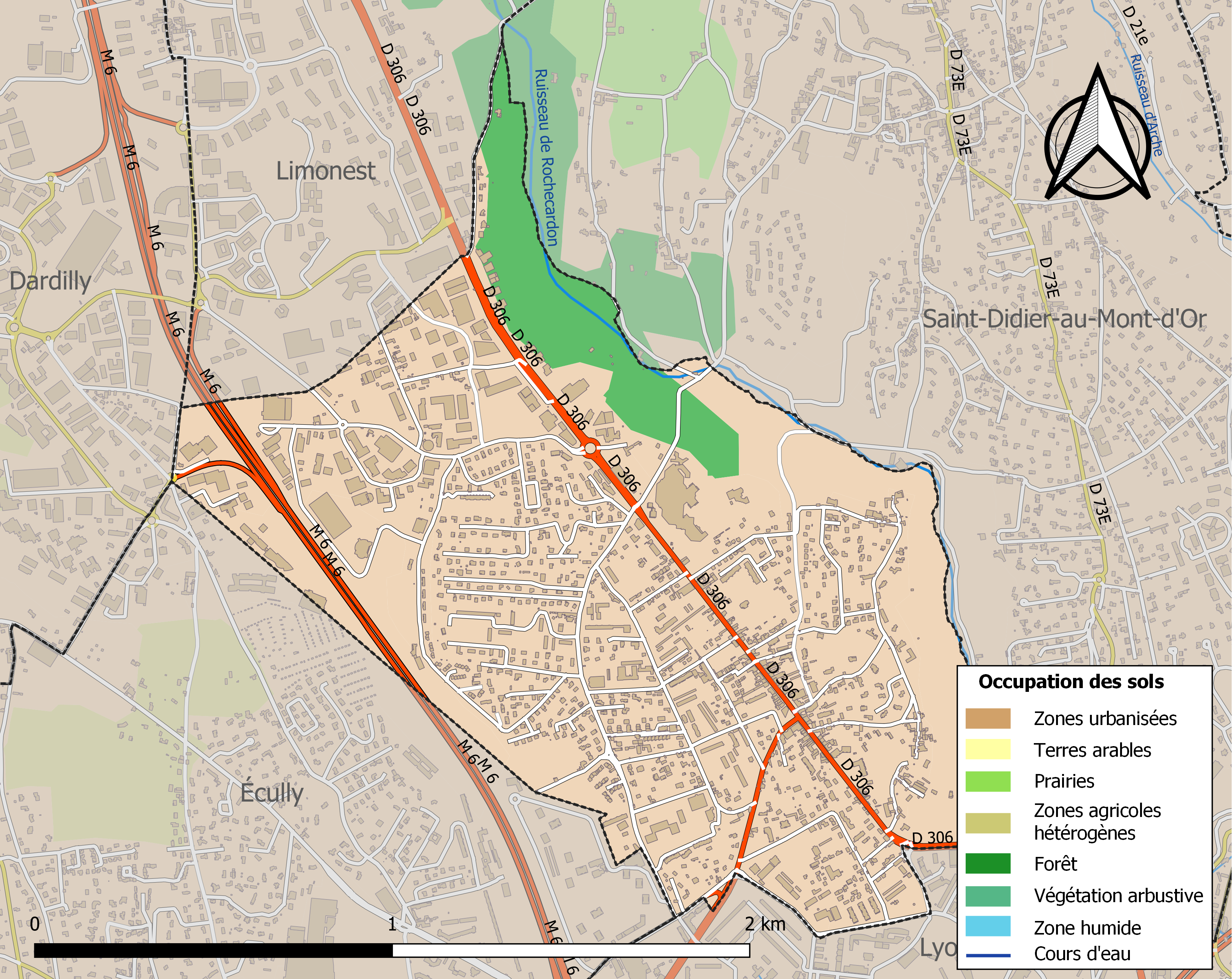
Carte des infrastructures et de l'occupation des sols de la commune en 2018 (CLC).

## Histoire

### Époque romaine

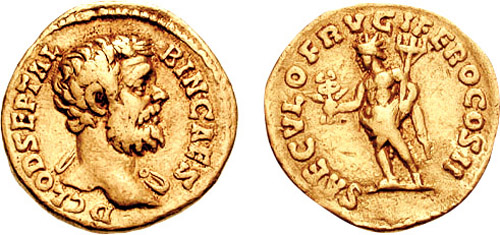
Monnaie de Clodius Albinus (194) ayant participé à la bataille de Lugdunum. Une tradition rapporte qu'elle aurait eu lieu sur le territoire communal.

L'histoire du territoire communal à l'époque romaine est mal connue. La fondation de Lugdunum, la future Lyon en 43 av. J.-C. a des conséquences sur les territoires alentour : construction de voies, d'aqueducs, de fermes et villas destinées à l'approvisionnement de Lugdunum. En l'absence de sources textuelles, épigraphiques ou iconographiques, seules les découvertes archéologiques permettent d'établir quelques faits relatifs à Champagne.
La fourniture en eau de Lugdunum nécessite la construction successive de quatre aqueducs, dont deux traversent ou sont contigus à la commune actuelle :
- Aqueduc des monts d'Or : il vient capter l'eau dans les monts d'Or au nord de la ville romaine et l'achemine jusqu'au site de Fourvière. Mal daté, il traverse la commune sur 1 300 à 1 400 mètres[CAG 69 1] et a été repéré en plusieurs endroits : au lieu-dit Bidon en rive droite du ruisseau de Limonest, au bourg, et à l'amont du siphon qui rejoint Écully et Tassin-la-Demi-Lune.
- Aqueduc de la Brévenne : celui-ci suit la crête entre Champagne et Dardilly mais il n'en existe plus aucune trace si ce ne sont quelques pierres et briques dispersées[CAG 69 1].

L'approvisionnement en eau et en nourriture de la ville voisine implique la présence de fermes de cultures aux alentours et il n'est pas exclu que le territoire communal ait été le cadre de telles installations, notamment en présence des aqueducs et de la découverte de céramiques, de briques et de tuiles antiques. Le réseau de voies rayonnant autour de Lugdunum mis en place par Agrippa traverse peut-être la commune bien que rien ne vienne attester cette hypothèse.
En 197 eut lieu la bataille de Lugdunum, opposant les troupes de Clodius Albinus, gouverneur des Gaules retranché dans Lugdunum et l'empereur Septime Sévère. Elle a pu se dérouler sur le territoire actuel de Champagne et de Vaise, mais d'autres lieux ont été également proposés et aucune découverte archéologique ne vient préciser cette hypothèse.

### Du Moyen Âge à la Renaissance
Vers l'an 1000, il existe un important domaine agricole dépendant de la puissante abbaye d'Ainay, la Villa Campana in agro Monte auriacensi qui a donné son nom à la contrée.
Pendant des siècles, Champagne demeure une vaste zone cultivée sur la paroisse de Saint-Didier-au-Mont-d'Or. On note toutefois la présence du hameau de La Voutillière dès 1378 dont les origines remontent peut-être à l'Antiquité. Repéré sur la Carte de Cassini sous le pluriel Les Voutillières, cette toponymie traduit la présence de quatre hameaux sur le territoire. Rattaché à la paroisse de Saint Didier pour la collecte de la dîme, le territoire était partagé entre le seigneur de Saint-André pour la partie nord et le seigneur de Saint-Cyr, chanoine comte de Lyon pour la partie sud. Au-delà du hameau principal, des fermes isolées se trouvaient le long du chemin de Saint-Didier à Lyon. Étymologiquement, la toponymie remonte au bas Moyen Âge et serait basée sur le terme voulte qui signifiait tournant sans préciser s'il s'agit du virage d'un chemin, de l'aqueduc des monts d'Or, du ruisseau de Rochecardon ou d'un ouvrage en forme d'arc de cercle. La partie nord du hameau porte le nom de Bidon, nom emprunté à une importante famille qui posséda les lieux.

### XVIIeetXVIIIesiècles
Au XVIIe siècle, plusieurs moulins sont construits au fond du vallon des Voutillières pour moudre le blé, dont le dernier cessera son activité en 1956 après avoir été utilisé, depuis le XIXe siècle, pour mouliner la soie utilisée par les canuts de La Croix-Rousse.
De 1749 à 1751, on trace une route entre Limonest et le haut de la montée de Balmont, qui ne sera empierrée qu'en 1787 et deviendra un tronçon de la route impériale de Paris à Lyon puis de la route nationale 6. Champagne n'est alors qu'un hameau que les documents cadastraux datant de la Révolution française permettent de situer à l'angle des actuelles avenue Lanessan et rue Dellevaux.

### XIXesiècle
Tout au long du XIXe siècle, Champagne se développe principalement le long de cette voie pour devenir une bourgade active de 600 habitants. Sans aide extérieure[réf. nécessaire], les habitants parviennent malgré tout à réunir les 60 000 francs nécessaires à la construction de l'église qui est consacrée en 1864. La localité se dote également d'une école, d'une compagnie de pompiers et ouvre son propre cimetière en 1884. Elle est aussi bientôt raccordée aux réseaux d'eau et de gaz avant d'être reliée à la grande ville par un tramway de la Société anonyme du tramway d'Écully en 1898. Lors de l'absorption de cette société par l'OTL, la ligne prend le numéro 21.

### 1901, naissance de la commune
L'indépendance religieuse acquise, il reste à obtenir l'autonomie administrative. En 1875, les Champenois demandent la reconnaissance de Champagne en commune à part entière mais ils sont déboutés par le Conseil d'État. Après plusieurs tentatives, ils obtiennent le soutien décisif de Monsieur de Lanessan, ministre de la Marine grâce auquel la loi du 30 décembre 1900 sépare Champagne de Saint-Didier-au-Mont-d'Or et l'érige en commune distincte.
Le 1er janvier 1901, Champagne-au-Mont-d'Or naît avec le XXe siècle. Une cérémonie officielle se déroule le 11 août de la même année autour d'un banquet de 147 couverts en la présence de Monsieur de Lanessan.

### XXesiècle

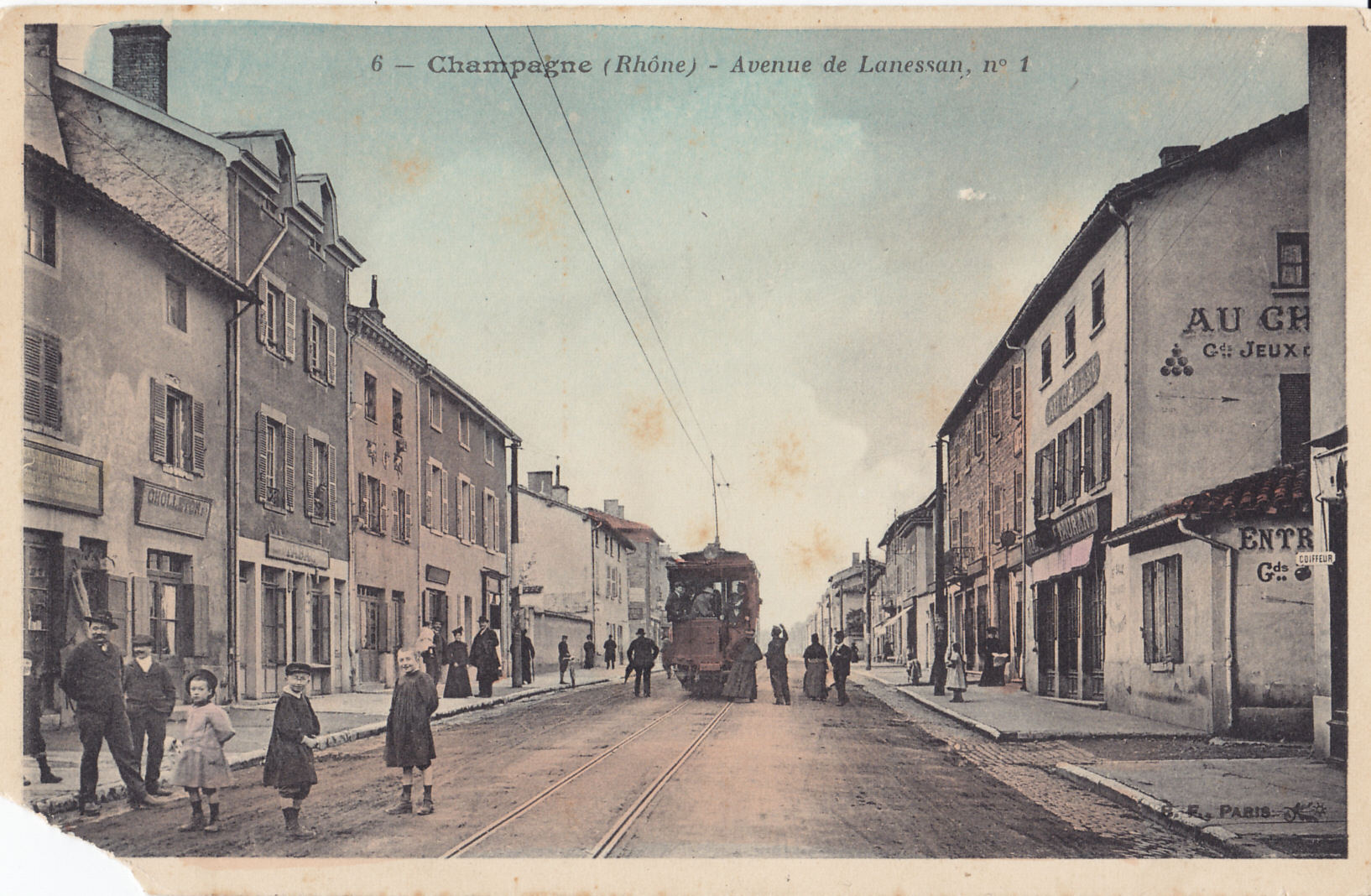
L'avenue de Lanessan, dans les années 1900 avec le tramway.

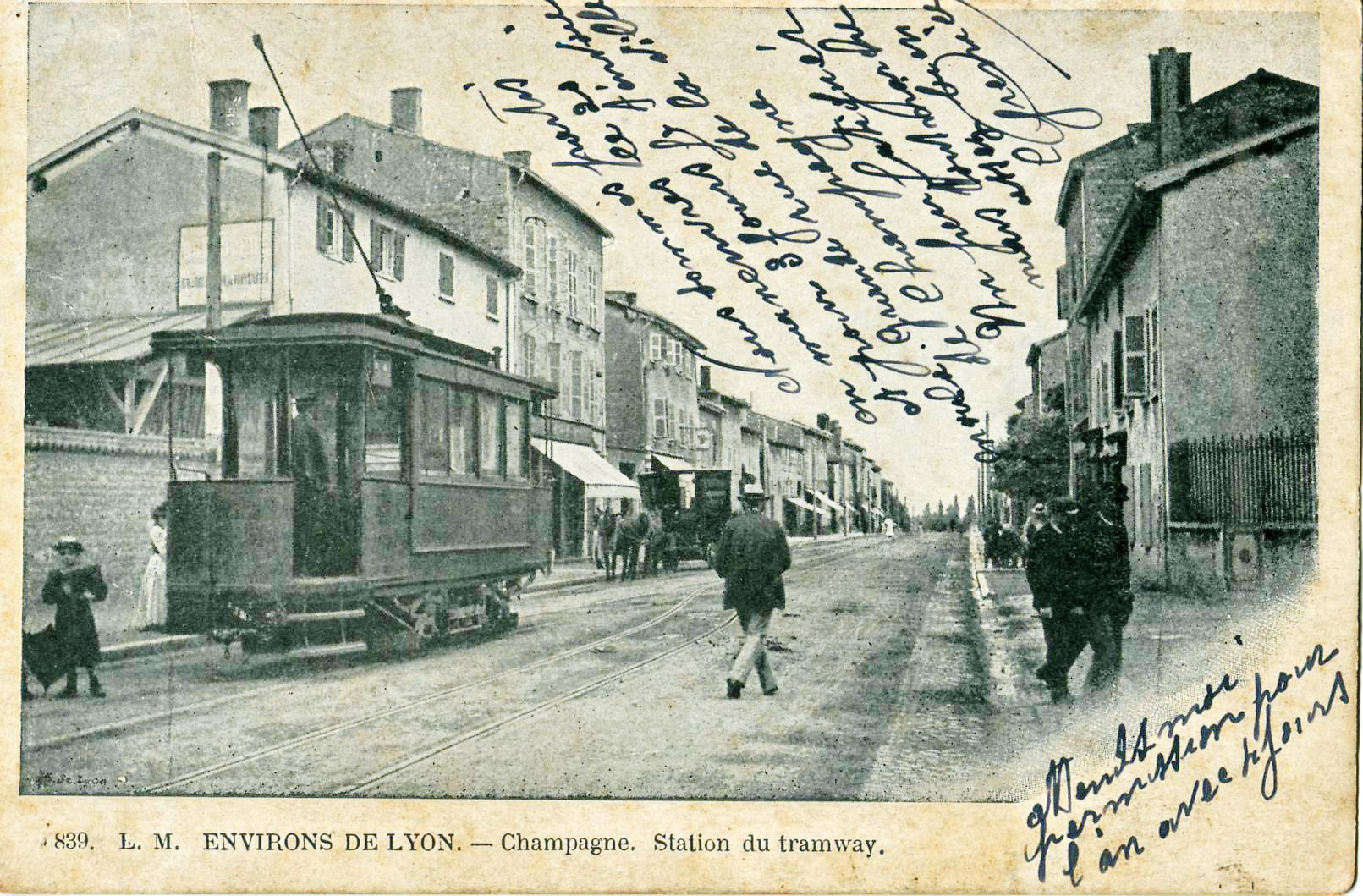
La station du tramway, vers 1904.

La Première Guerre mondiale touche la commune qui déplore la perte de 39 de ses enfants. Six autres noms viennent s'ajouter sur le monument aux morts à l'issue de la Seconde Guerre mondiale.
Le 20 juin 1940, durant la bataille de France, les SS de la division Totenkopf massacrent 12 tirailleurs sénégalais français fait prisonniers.
La libération intervient à Champagne le 3 septembre 1944.

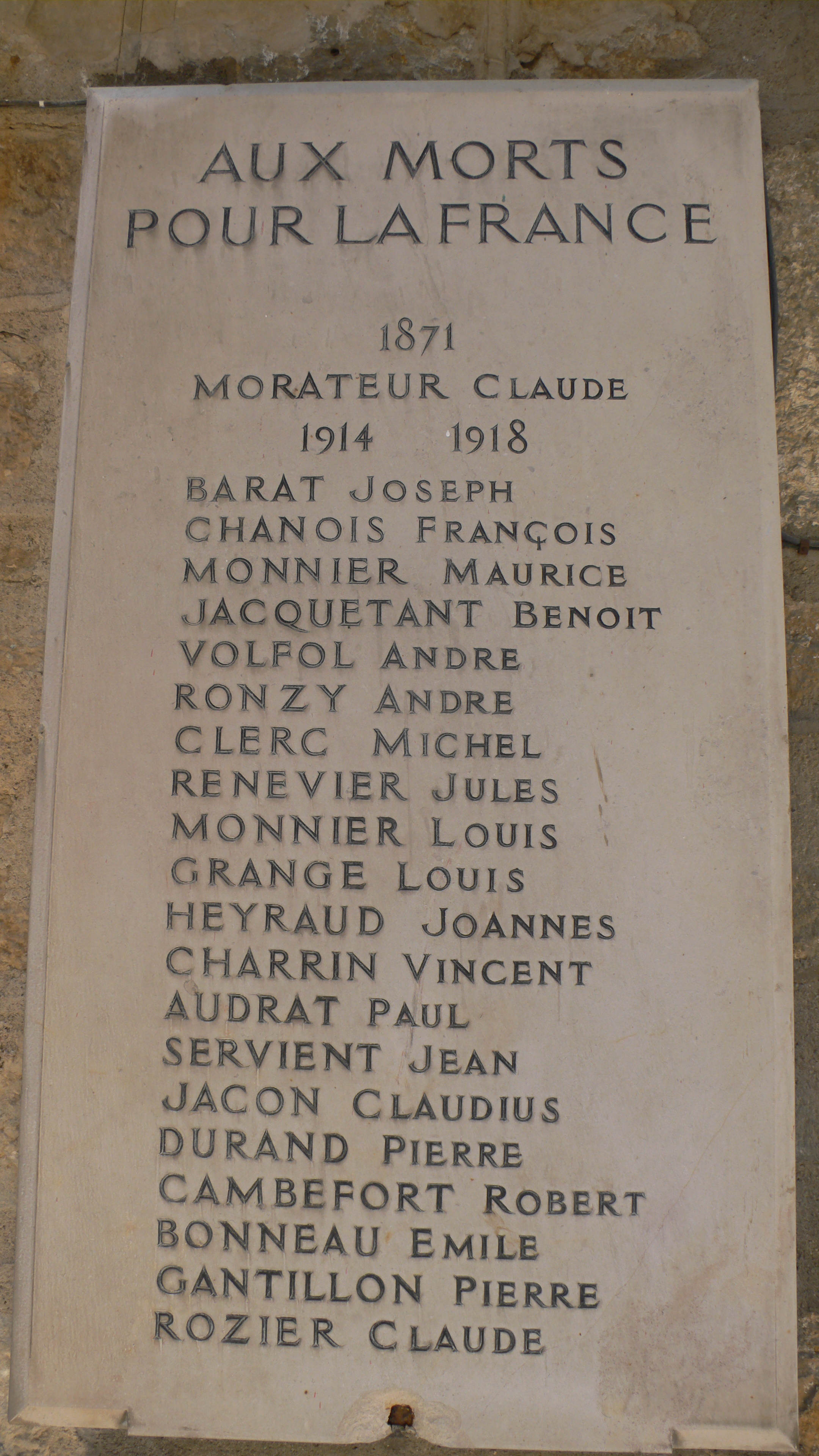
Plaque sur la mairie : les Morts pour la France.
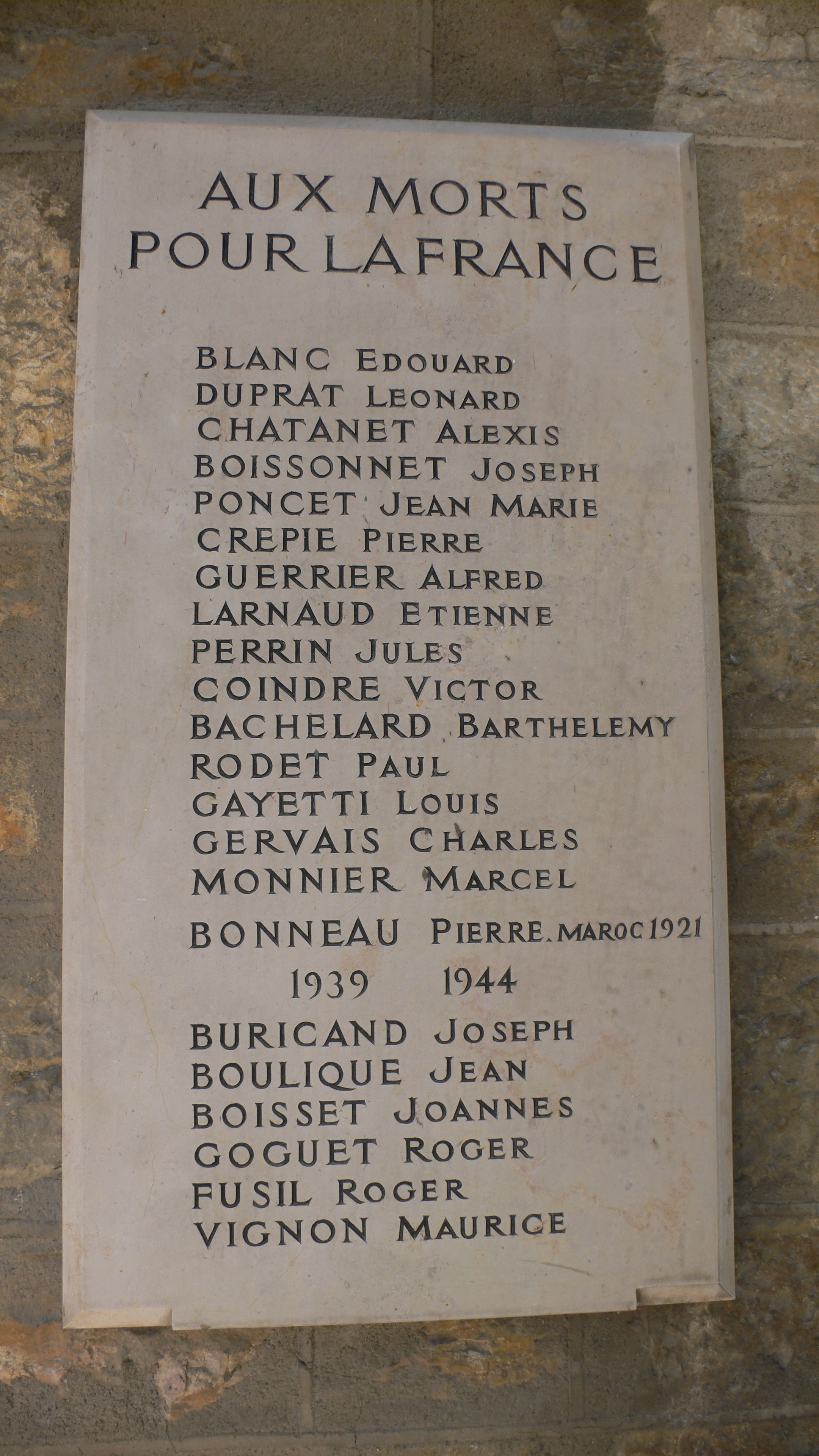
Plaque sur la mairie : les Morts pour la France (suite).
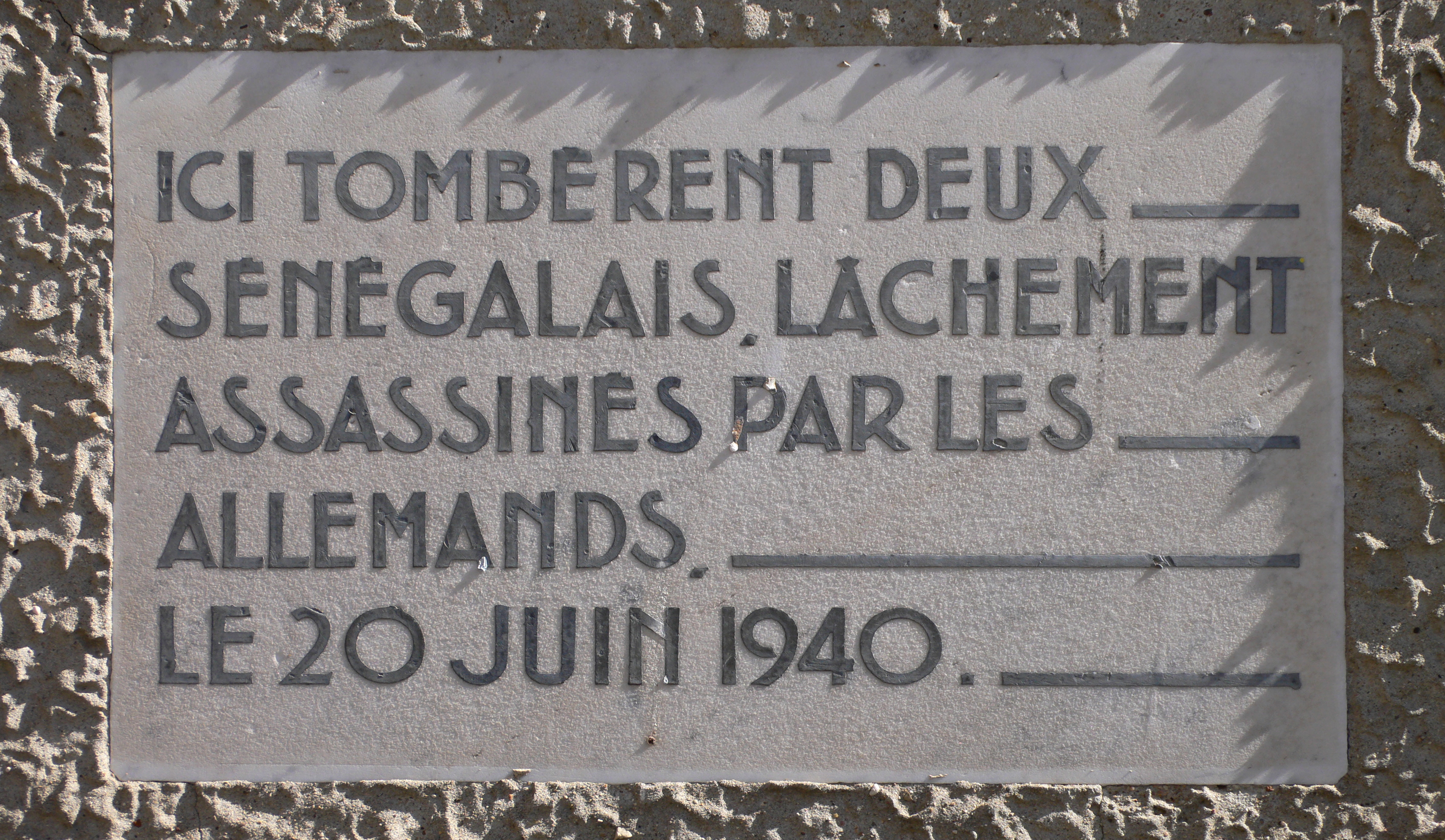
Plaque dans la rue Louis Tourte commémorant l'assassinat de deux tirailleurs sénégalais après le massacre de Chasselay.

Le 25 mai 1949 a lieu en mairie la réception de Vincent Auriol, président de la République. L'inauguration du groupe scolaire Dominique Vincent se déroule le 30 septembre 1951 en présence d'Édouard Herriot, accompagnée d'un banquet fêtant le cinquantenaire de la commune. Le 1er janvier 1969, la commune entre dans la Communauté urbaine de Lyon nouvellement créée.

### XXIesiècle
Le nouveau siècle s'ouvre par les célébrations du centenaire de Champagne les 5, 6 et 7 janvier 2001 avec notamment le spectacle Il était une fois Champagne, la route raconte… donné à l'Espace Monts d'Or. Interprété par des habitants de la commune et des associations culturelles, musicales, théâtrales et sportives, il connaît un vif succès auprès du public champenois.
La commune connaît de nombreux travaux de construction, d'aménagement ou d'embellissement :
- 2002 : réfection des allées du cimetière, création d'une piste de skate.
- 2003 : remise en état du parc des cèdres, reconstruction des façades de l'église, rénovation des gymnases.
- 2005 : réfection de la rue Jean-Marie Michel et du parc de jeux des Lutins.
- 2006 : inauguration de la place de la Liberté, ouverture de la bibliothèque municipale et du centre de loisirs du Coulouvrier.
- 2007 : extension de la crèche des Pastourelles, requalification de l'avenue de Lanessan.
- 2008 : installation des services techniques dans de nouveaux locaux avenue de Lanessan.
- 2009 : ouverture de la médiathèque Le 20.
- 2012 : réaménagement de la place Ludovic Monnier ainsi que des abords de l'église.
- 2015 : réalisation de la fresque des Roses.

## Politique et administration

### Rattachements administratifs et électoraux
La commune se trouvait depuis sa création dans l'arrondissement de Lyon du département du Rhône. Pour l'élection des députés, elle fait partie depuis 2012 de la huitième circonscription du Rhône.
Elle faisait partie de sa création à 2001 du canton de Limonest, année où elle intègre le canton d'Écully.
Depuis le 1er janvier 2015, la commune est membre de la collectivité territoriale a statut particulier appelée métropole de Lyon, qui réunit les rôles et responsabilités d'un conseil départemental et d'une intercommunalité. Champagne-au-Mont-d'Or se trouve également dans le territoire de la circonscription départementale du Rhône.
La métropole de Lyon s'est substituée à la communauté urbaine de Lyon, créée en 1969 et dont faisait partie jusqu'en 2014 la commune.
La commune est membre du syndicat mixte Plaines Monts d'Or depuis 2021.

### Administration municipale
Le nombre d'habitants au dernier recensement étant compris entre 5 000 et 9 999, le nombre de membres du conseil municipal est de 29.

### Liste des maires
| Période      | Période                       | Identité                      | Étiquette | Qualité                                                                              |
| ------------ | ----------------------------- | ----------------------------- | --------- | ------------------------------------------------------------------------------------ |
| février 1901 | mai 1912                      | Pierre Dellevaux (1845-1921)  |           |                                                                                      |
| mai 1912     | février 1917                  | Charles Piguet                |           | Décédé en fonction                                                                   |
| 1917         | janvier 1921                  | Pierre Dellevaux (1845-1921)  |           | Décédé en fonction                                                                   |
| février 1921 | mai 1925                      | Louis Archinard               |           |                                                                                      |
| mai 1925     | mai 1941                      | Dominique Vincent (1868-1950) | Rad.soc.  | Agriculteur Démissionnaire pour raisons de santé                                     |
| 1941         | 1942                          | Louis Chatanet                |           | Délégation spéciale du ministère de l'Intérieur Démissionnaire pour raisons de santé |
| 1943         | 1944                          | Claude Mazalon                |           | Délégation spéciale du ministère de l'Intérieur                                      |
| 1944         | mai 1945                      | René Musson                   |           |                                                                                      |
| mai 1945     | octobre 1947                  | Antoine Maurice               |           |                                                                                      |
| octobre 1947 | mars 1965                     | Joannès Chol                  |           | Notaire                                                                              |
| mars 1965    | mars 1977                     | René Rollet (1904-1983)       |           | Adjoint de direction EDF-GDF, ingénieur                                              |
| mars 1977    | mars 1990                     | Barthélemy Bonora (1921-1990) |           | Retraité de Rhône-Poulenc Textile (ex-Rhodiacéta) Décédé en fonction                 |
| 1990         | juin 1995                     | René Javaud (1922-2011)       |           | Premier adjoint du précédent                                                         |
| juin 1995    | mars 2001                     | Claude Favre-Bully (1944- )   | DVD       |                                                                                      |
| mars 2001    | mars 2008                     | Bernard Sauzay                | DVD       |                                                                                      |
| mars 2008    | avril 2014                    | Gaston Lyonnet (1940- )       | UMP       | Retraité                                                                             |
| avril 2014,  | mai 2020                      | Bernard Dejean (1945- )       | DVD       | Retraité                                                                             |
| mai 2020,    | En cours (au 19 janvier 2021) | Véronique Gazan (1971- )      | DVC       | Cadre de la fonction publique                                                        |

### Distinctions et labels
En 2015, la commune obtient le niveau « deux fleurs » au concours des villes et villages fleuris pour la quatrième année consécutive.

### Jumelage
| La commune est jumelée avec : - Castelló (Espagne) depuis 1991. | \| Castelló Champagne-au-Mont-d'Or \| |
| Castelló Champagne-au-Mont-d'Or                                 |                                       |

## Population et société

### Démographie
L'évolution du nombre d'habitants est connue à travers les recensements de la population effectués dans la commune depuis 1901. Pour les communes de moins de 10 000 habitants, une enquête de recensement portant sur toute la population est réalisée tous les cinq ans, les populations de référence des années intermédiaires étant quant à elles estimées par interpolation ou extrapolation. Pour la commune, le premier recensement exhaustif entrant dans le cadre du nouveau dispositif a été réalisé en 2007.

En 2022, la commune comptait 6 124 habitants, en évolution de +9,3 % par rapport à 2016 (Rhône : +3,93 %, France hors Mayotte : +2,11 %).
| 1901 | 1906  | 1911 | 1921  | 1926  | 1931  | 1936  | 1946  | 1954  |
| ---- | ----- | ---- | ----- | ----- | ----- | ----- | ----- | ----- |
| 997  | 1 010 | 994  | 1 179 | 1 478 | 1 557 | 1 652 | 2 093 | 2 320 |

| 1962  | 1968  | 1975  | 1982  | 1990  | 1999  | 2006  | 2007  | 2012  |
| ----- | ----- | ----- | ----- | ----- | ----- | ----- | ----- | ----- |
| 2 903 | 3 876 | 4 516 | 4 763 | 4 934 | 4 955 | 4 961 | 4 962 | 5 254 |

| 2017  | 2022  | - | - | - | - | - | - | - |
| ----- | ----- | - | - | - | - | - | - | - |
| 5 526 | 6 124 | - | - | - | - | - | - | - |

### Enseignement
Champagne-au-Mont-d'Or est située dans l'académie de Lyon.

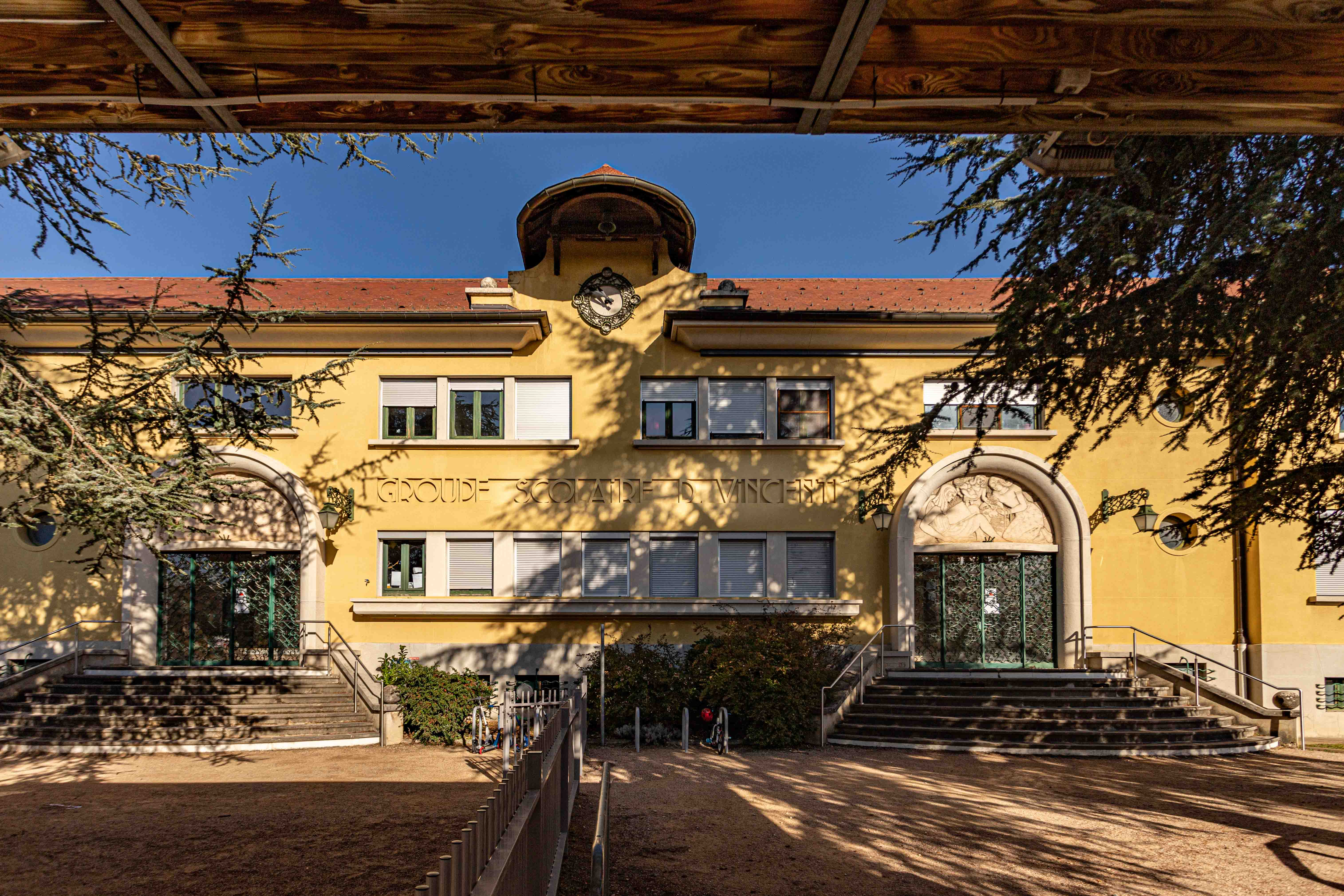
Groupe Scolaire Public Dominique Vincent

Établissement public qui regroupe une école maternelle composée de 6 classes, allant de la petite section à la grande section, et une école élémentaire composée de 12 classes du CP au CM2. Le groupe scolaire dispose d’une bibliothèque, d’un espace périscolaire ainsi que d’un restaurant gérés par le pôle Enfance-jeunesse de la commune qui propose aussi une garderie du matin, des activités récréactiv et étude ainsi que des ateliers découvertes.
L’école Les Chartreux Saint-Joseph (image à téléverser)
Établissement privé catholique sous contrat d’association avec l’Etat est composé de 2 classes maternelles et de 4 classes élémentaires. L’école Les Chartreux Saint-Joseph accueille une classe pour l’inclusion scolaire (ULIS) à destination d’enfants atteints de troubles des fonctions cognitives. L’école organise un accueil périscolaire et un service de restauration pour les enfants scolarisés dans son établissement.
Le collège Jean-Philippe Rameau
Le collège Jean-Philippe Rameau (image à téléverser)
Établissement public qui accueille près de 600 élèves.. Il dispose de salles ECLA (ECole de L'Avenir) qui sont des espaces pédagogiques innovants, autant pour les professeurs que pour les élèves. Les nouvelles technologies, qui y sont déployées, conduisent à de nouvelles pratiques pédagogiques. Cet établissement fait partie du réseau learning lab des grandes écoles,.

### Santé et services sociaux
La crèche des Pastourelles est créée en 1989 dans des locaux nouveaux de la rue Pasteur. Elle peut alors accueillir 21 enfants. En 1996, un premier agrandissement étend sa capacité à 32 places. Enfin, l'extension de 2007 porte désormais l'effectif à 50[réf. nécessaire].

### Équipements culturels
- Espace Monts-d'Or. Situé chemin des anciennes vignes, à proximité de l'autoroute, il est construit en 1992-93 sous la municipalité de M. Javaud sur un terrain surplombant le stade. Cette salle comporte un espace divisible pouvant accueillir jusqu'à 700 personnes, une scène avec des loges et une cuisine. Elle est utilisée pour des concerts, des spectacles, des fêtes d'associations ou des repas.
- Médiathèque « le 20 ». Située au 20, boulevard de la République, elle ouvre ses portes le 18 septembre 2009 avant d'être inaugurée le 10 octobre suivant. Elle comprend un espace jeunesse et une salle de conférence de 90 places au rez-de-chaussée et l'espace adultes à l'étage.

### Sports
Le club de football Champagne Sport Football est créé en 1968. En juillet 2020, il est intégré au sein du nouveau club GOAL FC qui regroupe également Monts d'Or Anse Foot (MDA), Tassin FC et Futsal Saône Mont d'Or.

### Cultes
- Catholique : Depuis 2018, Champagne-au-Mont-d'Or fait partie de l'ensemble paroissial Saint-Jean-Marie-Vianney qui inclut également La Duchère, Dardilly et Écully. Cet ensemble appartient à l'archidiocèse de Lyon, à l'archidiaconé de Lyon et au doyenné de Dardilly-Écully-Vaise. La paroisse est desservie par le père Renaud de Kermadec et deux vicaires.

## Économie

### Entreprises et commerces
Champagne est située sur le périmètre de Techlid, pôle économique ouest du Grand Lyon. L'animation de celui-ci était assuré par l'association du même nom dont la commune faisait partie avec cinq autres communes dont Dardilly et Limonest et qui a été dissoute le 31 décembre 2018. À vocation essentiellement tertiaire, le pôle économique, désormais géré par le Grand Lyon, regroupe en 2018 plus de 6 000 établissements et 40 000 emplois.

## Culture locale et patrimoine

### Lieux et monuments
- Mairie : construite comme presbytère en 1871, transformée en mairie en 1907, elle fut surélevée d'un étage en 1978.
- Église Saint-Louis-Roi : érigée en 1862 en style néo-gothique, consacrée le 12 juin 1864, elle aura coûté 60 000 francs. En 2003, les bardages métalliques ont été remplacés par des façades en pierres dorées, de nouvelles ouvertures en forme d'ogives ont été ajoutées. Enfin, l'édifice a été mis en lumière et un accès pour personnes à mobilité réduite a été créé.
- Croix de pierre, érigée en 1804 par Jean Dellevaux, à l'angle de l'avenue de Lanessan et de la rue Dellevaux.
- Croix de pierre, au 34, rue de la Mairie. Sur le socle, l'inscription O Crux ave spes unica est en partie effacée.
- Monument aux morts : situé au milieu du cimetière, il est construit en 1921 sur les plans de l'architecte Sériziat par un marbrier champenois M. Sklénard. En forme d'obélisque, sur ses faces sont gravés les noms des morts de la commune lors des différents conflits : 1 en 1871, 39 en 1914-18, 6 en 1939-45, 1 en Indochine et 2 en Tunisie.
- La Malmaison, maison bourgeoise entourée d'un parc située au cœur du hameau de la Voutillière, ancienne propriété de Léa et Napoléon Bullukian.

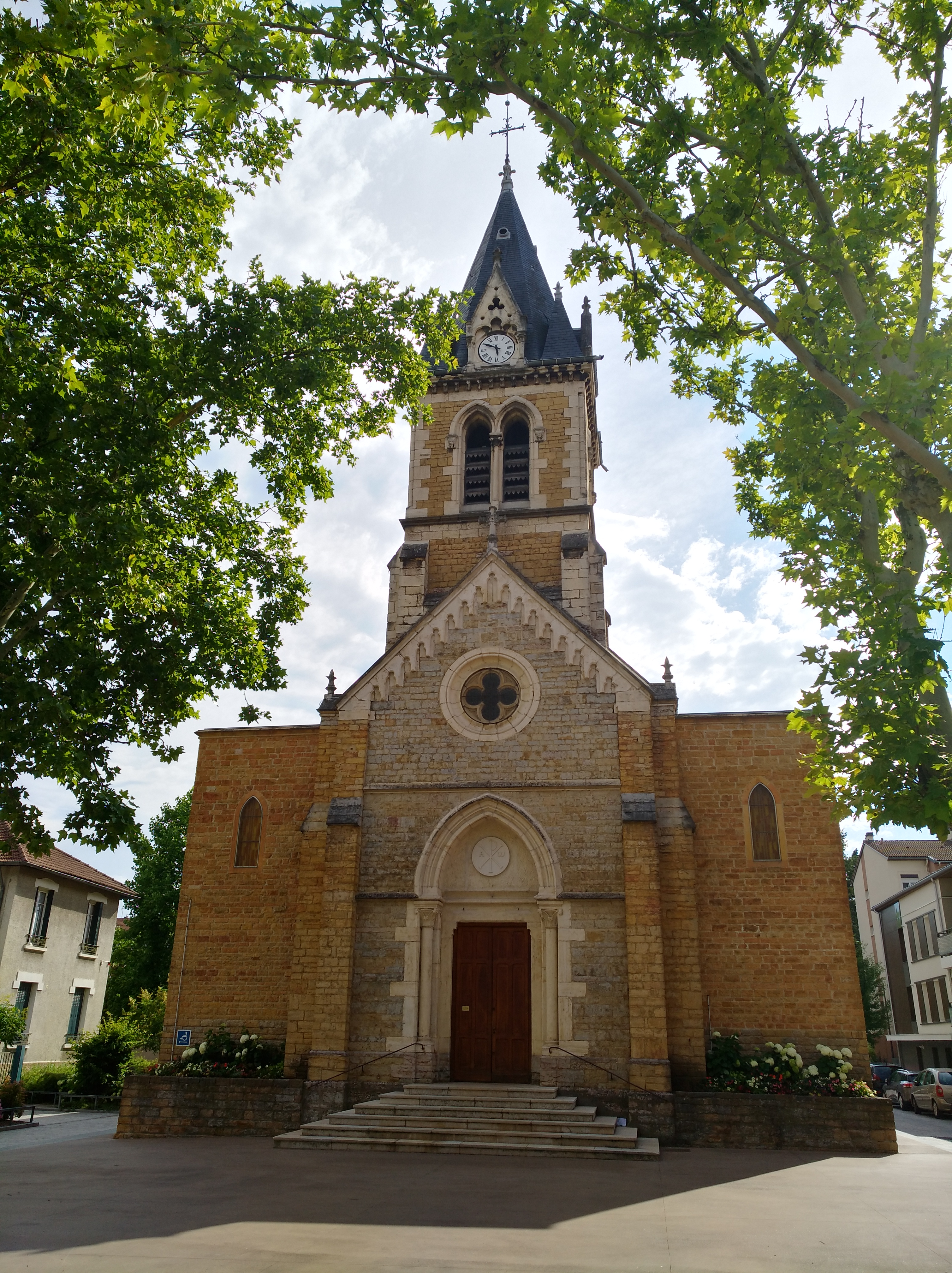
L'église Saint-Louis Roi.
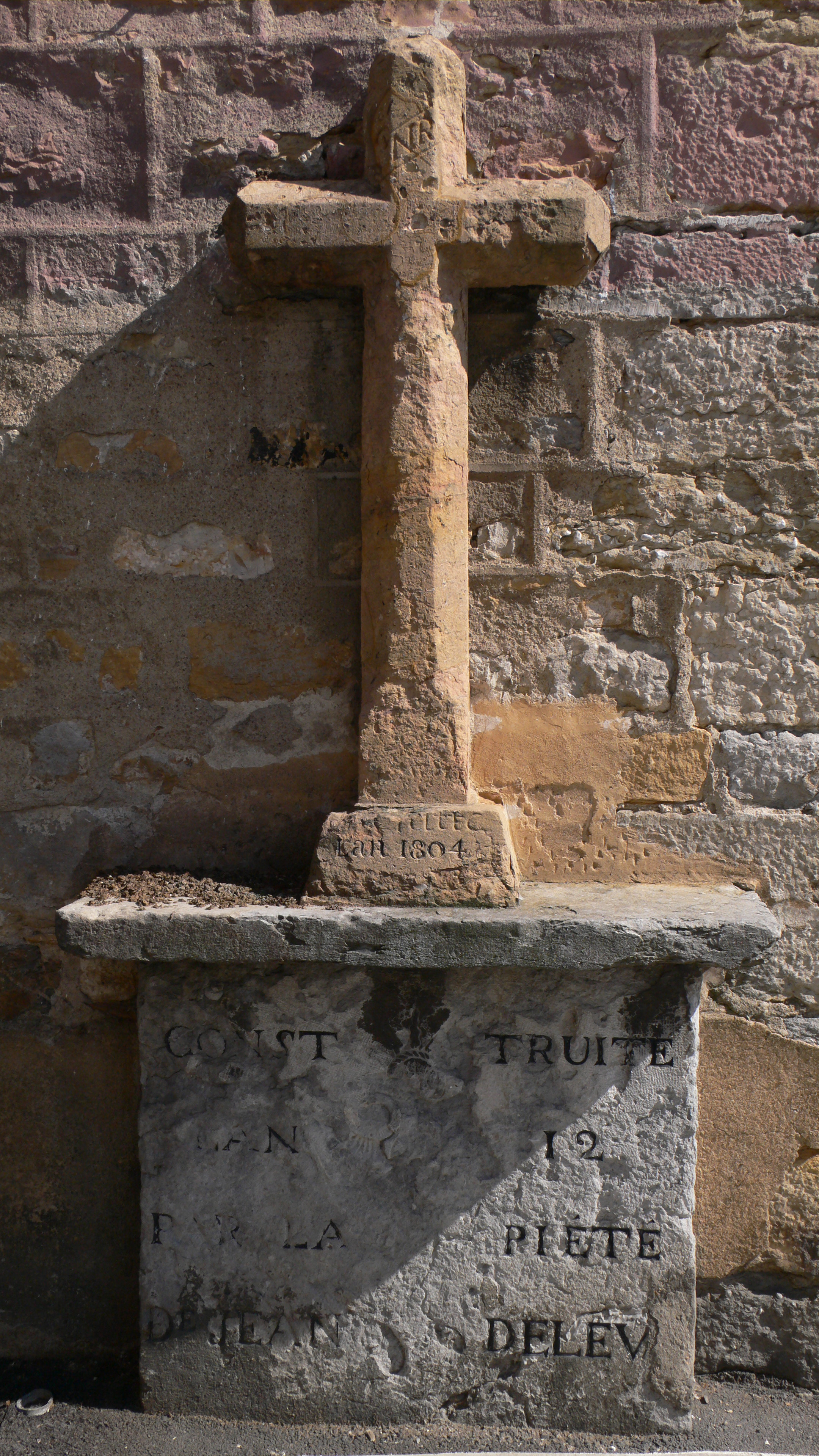
Croix à l'angle de l'avenue de Lanessan et de la rue Dellevaux.
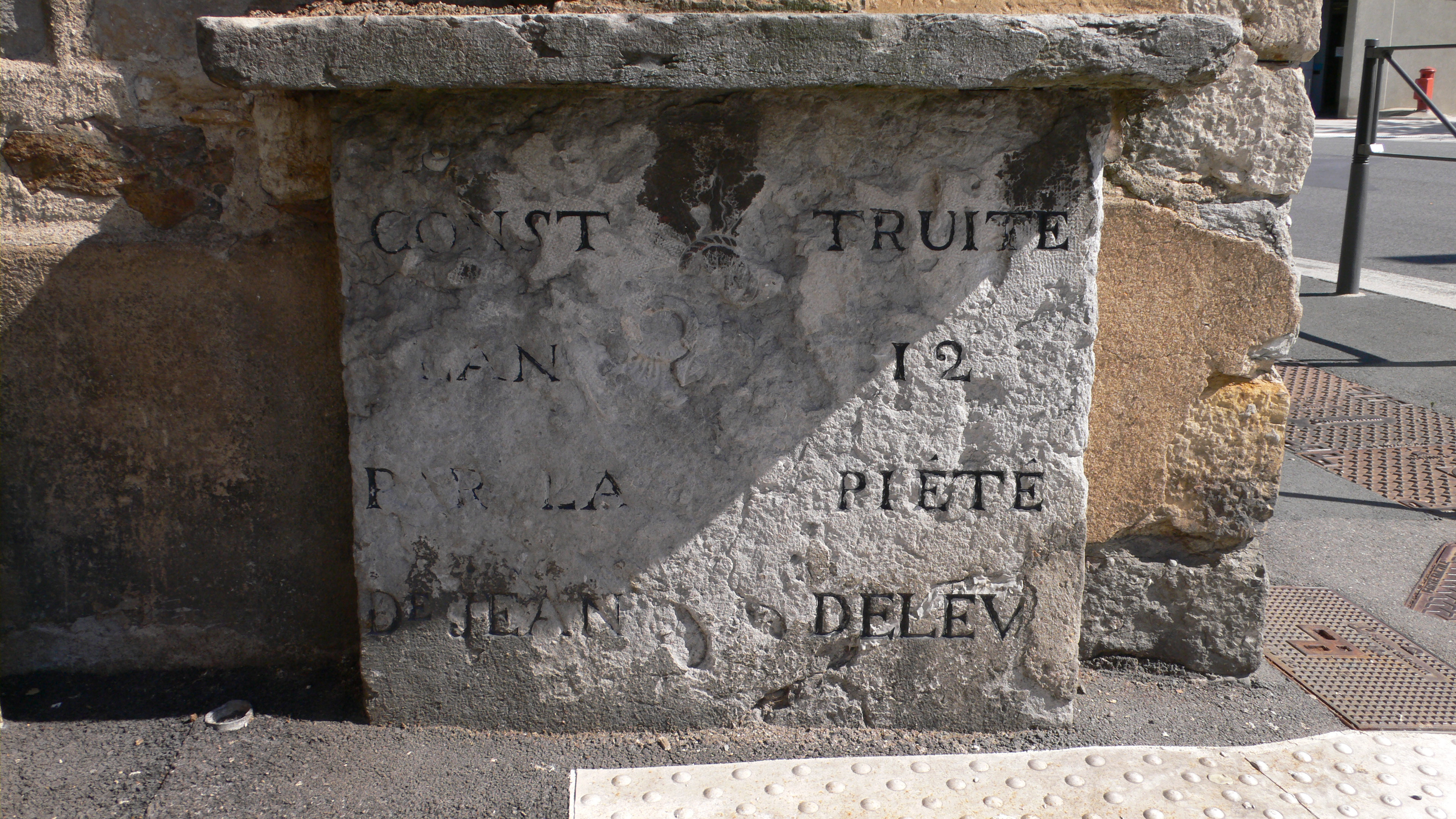
Détail du socle avec l'inscription : Construite l'an 12 par la piété de Jean Delev
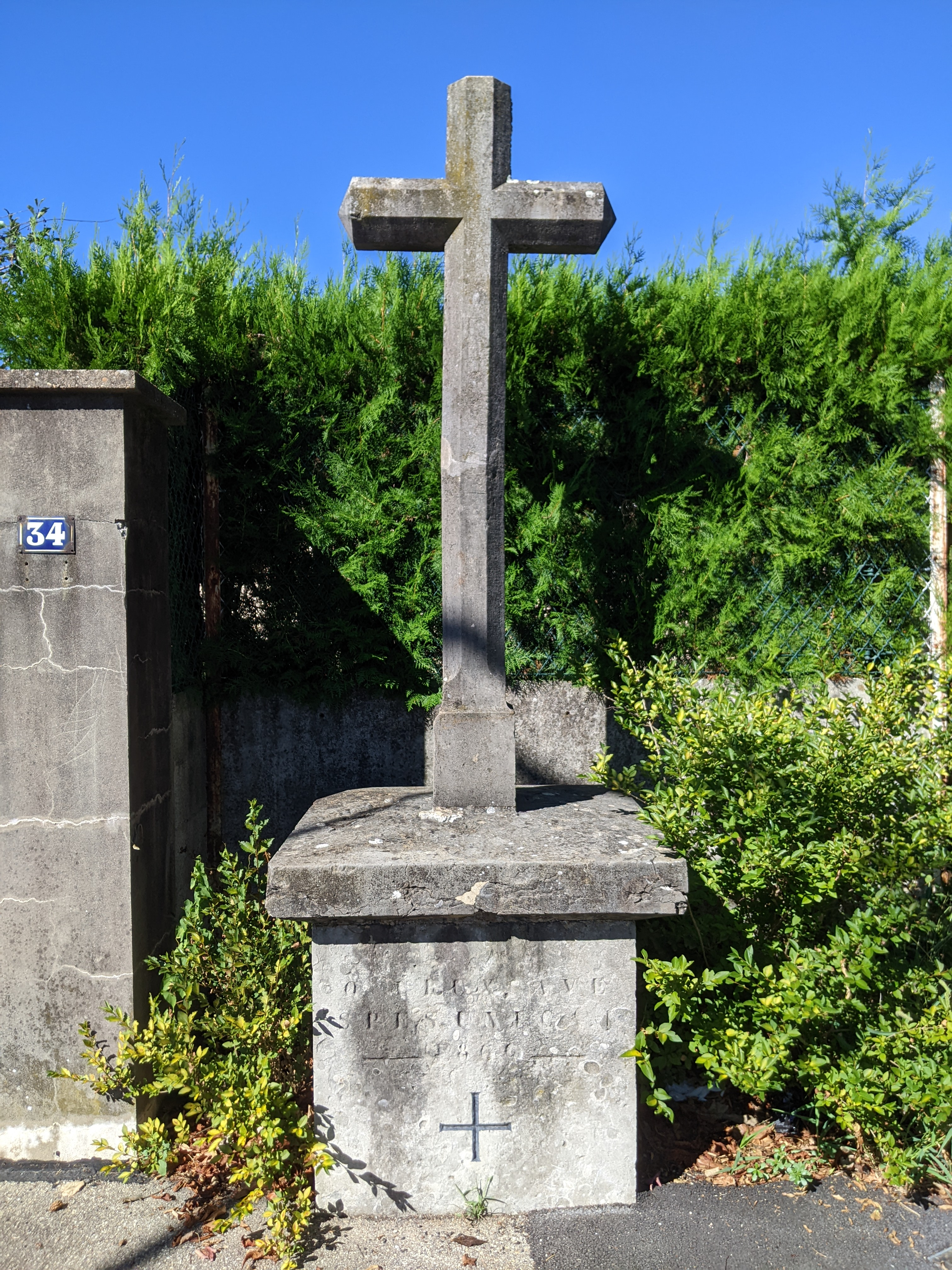
Croix du 34, rue de la Mairie
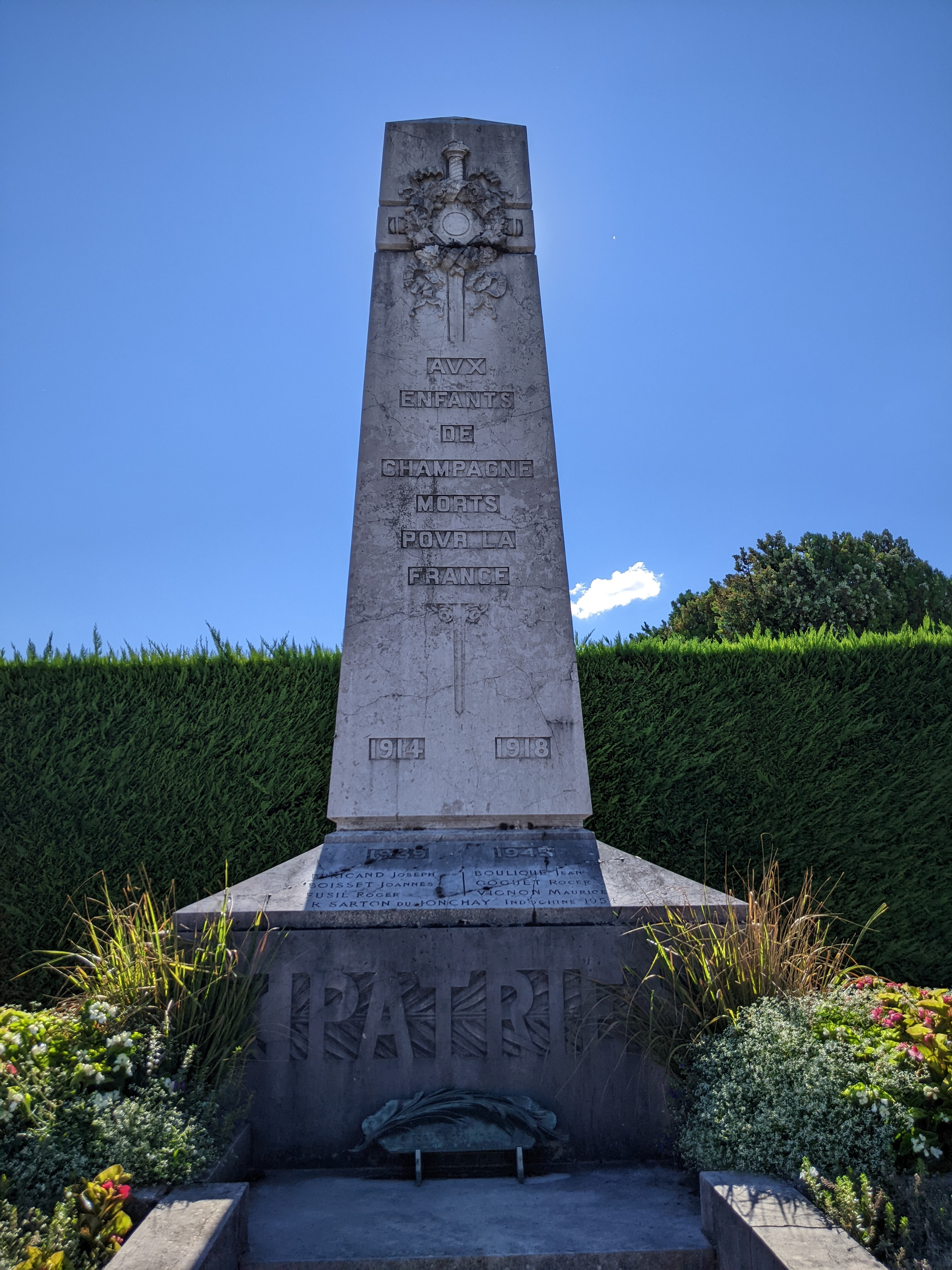
Monument aux morts

### Patrimoine naturel
Limite naturelle entre la commune et celle de Saint-Didier-au-Mont-d'Or, le vallon de Rochecardon est un espace naturel en partie préservé de l'urbanisation. Un sentier de découverte botanique et zoologique y est aménagé.
La commune est signataire de la charte « zéro pesticides » de la FRAPNA.

### Archives et généalogie
- Registres paroissiaux depuis 1583 (à Saint-Didier) et d'état civil depuis 1901.
- Dépouillements généalogiques :
- Délibérations municipales depuis 1901.

### Personnalités liées à la commune

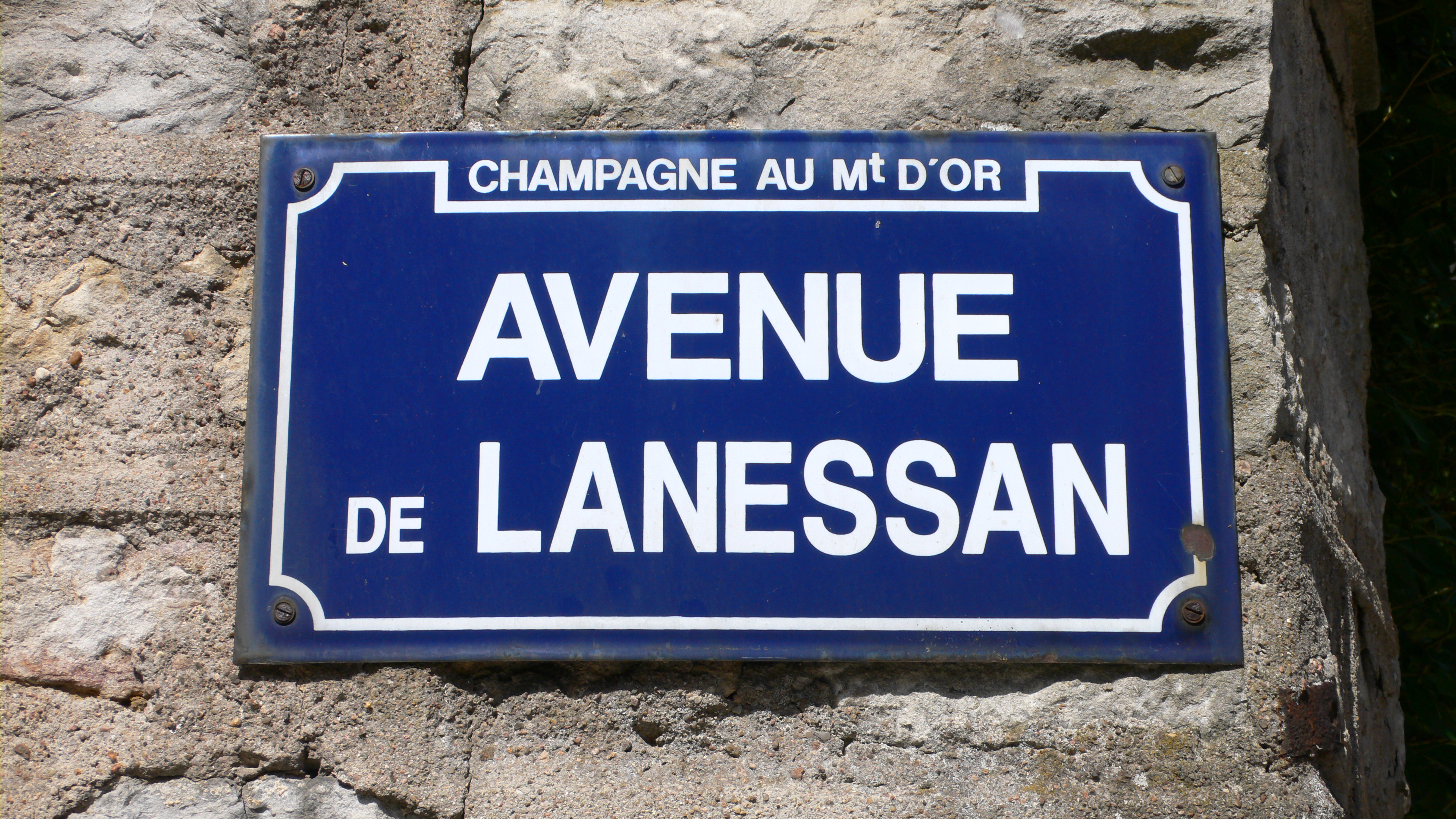
Plaque de rue : l'avenue de Lanessan, axe principal de la commune, qui célèbre le ministre Jean-Marie de Lanessan.

- Jean-Marie de Lanessan (1843-1919), homme politique, parlementaire, ministre de la Marine dans le Gouvernement Pierre Waldeck-Rousseau, il apporta un appui décisif dans l'adoption de la loi créant la commune. Son nom a été donné à la principale artère traversant la commune (ex-Nationale 6, aujourd'hui D 306).
- Napoléon Bullukian (1905-1984), entrepreneur d'origine arménienne qui possédait sur la commune La Malmaison. Il légua ses biens à la Fondation de France pour créer la Fondation Léa et Napoléon Bullukian. Avec son épouse, ils sont inhumés au cimetière de la commune.
- Frédéric Dugoujon (1913-2004), homme politique, parlementaire, maire de Caluire-et-Cuire de 1965 à 1983 et conseiller général du Rhône de 1945 à 1994. Il est né dans la commune.
- Maurice Boucher (1917-1997), élu champenois, président de l'Amicale laïque, président de la délégation départementale de l'Éducation nationale, il a donné son nom à un concours d'éducation civique[réf. nécessaire].

### Héraldique
| Armes actuelles de Champagne-au-Mont-d'Or | Elles peuvent se blasonner ainsi aujourd’hui : D'argent à la bande d'azur, chargée en chef d'un navire d'argent et en pointe d'un lion du même et accompagnée de deux clefs, celle du chef de gueules et celle de la pointe de sinople et un château d'or à deux portes maçonné de sable brochant sur la bande à la champagne de gueules à trois monts d'or. |

Ce blason a été réalisé par Jean Tricou en 1967.